# Radosław Król
Radosław Król (ur. 6 listopada 1975 w Giżycku) – polski polityk, samorządowiec i ichtiolog, wójt gminy Wydminy w latach 2010–2023, od 2023 wojewoda warmińsko-mazurski.

## Życiorys
Ukończył rybactwo śródlądowe na Uniwersytecie Warmińsko-Mazurskim, został także absolwentem studiów podyplomowych z zarządzania przestrzenią i środowiskiem. Pracował jako kierownik biura w spółce prawa handlowego, prowadził też własną działalność gospodarczą. Działał w Forum Młodych Ludowców, dołączył też do Polskiego Stronnictwa Ludowego. Pracował jako dyrektor biura zarządu wojewódzkiego PSL oraz jako dyrektor biura Wojewódzkiego Funduszu Ochrony Środowiska i Gospodarki Wodnej w Olsztynie. W strukturze PSL obejmował funkcje wiceprezesa zarządu wojewódzkiego oraz wiceprzewodniczącego rady naczelnej partii.
W wyborach samorządowych w 2006 kandydował na urząd wójta gminy Wydminy, przegrał z Tomaszem Pieluchowskim w drugiej turze wyborów, otrzymując 1356 głosów. W wyborach w 2010 został wybrany na ten urząd, otrzymując 1679 głosów (58,34%) i wygrywając z dotychczasową wójt Moniką Łępicką-Gij. W wyborach w 2014 uzyskał reelekcję w pierwszej turze, dostał wówczas 1734 głosy (64,13%). Ponownie wybrano go również w pierwszej turze w 2018 z wynikiem 1505 głosów (55,23%).
W 2012 prokurator w Giżycku przedstawił mu zarzuty przekroczenia uprawnień w związku z decyzjami zezwalającymi na wydobycie żwiru w żwirowaniach w Talkach i Mazuchówce; postępowanie sądowe zakończyło się prawomocnym wyrokiem uniewinniającym. W 2013 przedstawiono mu natomiast zarzuty przekroczenia uprawnień polegającego na zakupie przez gminę węgorzy bez wymaganej prawem procedury; prokurator umorzył jednak postępowanie wobec znikomej społecznej szkodliwości czynu.
Bezskutecznie ubiegał się o mandat poselski w okręgu olsztyńskim z listy PSL w wyborach w 2005, 2007, 2015 oraz 2019, a także z ramienia Trzeciej Drogi w wyborach w 2023.
20 grudnia 2023 premier Donald Tusk powołał go na stanowisko wojewody warmińsko-mazurskiego. W 2024 został powołany przez wojewodę pomorską Beatę Rutkiewicz do rady Wojewódzkiego Funduszu Ochrony Środowiska i Gospodarki Wodnej w Gdańsku. Sam zaś powołał ją do rady WFOŚiGW w Olsztynie. Gdy sprawę upubliczniły media, oboje złożyli rezygnacje.